# Stellan Carlsson
Stellan Carlsson, född den 5 mars 1985, är en svensk fotbollsspelare. Han har bland annat spelat för Örgryte IS. Han kom till Örgryte IS inför säsongen 2014 efter en framgångsrik period i BK Forward. Värvningen kunde genomföras tack vare att företaget Metallservice AB kunnat erbjuda honom anställning.